# Championnats d'Europe de cross-country 2014
Navigation
Belgrade 2013 Hyères 2015
Les 21e Championnats d'Europe de cross-country (en anglais: 21th SPAR European Cross Country Championships) se déroulent le 14 décembre 2014 à Samokov, en Bulgarie.

## Compétition
Les Championnats d'Europe de cross-country comprennent six épreuves au total. Les distances varient en fonction de la catégorie (Seniors, Espoirs, Juniors) et du sexe (Hommes, Femmes).
| Catégorie | Hommes  | Femmes  |
| --------- | ------- | ------- |
| Seniors   | 9 987 m | 7 913 m |
| Espoirs   | 7 913 m | 6 223 m |
| Juniors   | 6 223 m | 4 158 m |

## Résultats

### Seniors

#### Hommes
| Rang | Athlète             | Pays        | Temps       |
| ---- | ------------------- | ----------- | ----------- |
|      | Polat Kemboi Arıkan | Turquie     | 32 min 19 s |
|      | Ali Kaya            | Turquie     | 32 min 19 s |
|      | Alemayehu Bezabeh   | Espagne     | 32 min 30 s |
| 4    | Florian Carvalho    | France      | 32 min 59 s |
| 5    | Ross Millington     | Royaume-Uni | 33 min 0 s  |
| 6    | Mohamed Marhum      | Espagne     | 33 min 4 s  |
| 7    | Khalid Choukoud     | Pays-Bas    | 33 min 4 s  |
| 8    | Stefano La Rosa     | Italie      | 33 min 17 s |
| 9    | Adam Hickey         | Royaume-Uni | 33 min 19 s |
| 10   | Timothée Bommier    | France      | 33 min 21 s |

| Rang | Pays        | Points |
| ---- | ----------- | ------ |
|      | Turquie     | 33     |
|      | Espagne     | 36     |
|      | Italie      | 59     |
| 4    | France      | 69     |
| 5    | Royaume-Uni | 76     |

#### Femmes
| Rang | Athlète                 | Pays        | Temps       |
| ---- | ----------------------- | ----------- | ----------- |
|      | Gemma Steel             | Royaume-Uni | 28 min 27 s |
|      | Kate Avery              | Royaume-Uni | 28 min 27 s |
|      | Meraf Bahta             | Suède       | 28 min 52 s |
| 4    | Almensh Belete          | Belgique    | 28 min 52 s |
| 5    | Sophie Duarte           | France      | 28 min 58 s |
| 6    | Fionnuala Britton       | Irlande     | 28 min 59 s |
| 7    | Stephanie Twell         | Royaume-Uni | 29 min 7 s  |
| 8    | Iwona Lewandowska       | Pologne     | 29 min 9 s  |
| 9    | Iris María Fuentes-Pila | Espagne     | 29 min 19 s |
| 10   | Carla Salomé Rocha      | Portugal    | 29 min 20 s |

| Rang | Pays        | Points |
| ---- | ----------- | ------ |
|      | Royaume-Uni | 21     |
|      | Espagne     | 70     |
|      | Irlande     | 87     |
| 4    | France      | 88     |
| 5    | Italie      | 112    |

### Espoirs

#### Hommes
| Rang | Athlète          | Pays   | Temps       |
| ---- | ---------------- | ------ | ----------- |
|      | Ilgizar Safiulin | Russie | 25 min 31 s |
|      | Igor Maksimov    | Russie | 25 min 33 s |
|      | Vladimir Nikitin | Russie | 25 min 37 s |

| Rang | Pays        | Points |
| ---- | ----------- | ------ |
|      | Russie      | 16     |
|      | Royaume-Uni | 31     |
|      | Suède       | 62     |

#### Femmes
| Rang | Athlète              | Pays        | Temps       |
| ---- | -------------------- | ----------- | ----------- |
|      | Rhona Auckland       | Royaume-Uni | 22 min 23 s |
|      | Militsa Mircheva     | Bulgarie    | 22 min 25 s |
|      | Gulshat Fazlitdinova | Russie      | 22 min 28 s |

| Rang | Pays        | Points |
| ---- | ----------- | ------ |
|      | Russie      | 32     |
|      | Royaume-Uni | 37     |
|      | Turquie     | 95     |

### Juniors

#### Hommes
| Rang | Athlète             | Pays    | Temps       |
| ---- | ------------------- | ------- | ----------- |
|      | Yemaneberhan Crippa | Italie  | 20 min 7 s  |
|      | Carlos Mayo         | Espagne | 20 min 22 s |
|      | Said Ettaqy         | Italie  | 20 min 28 s |

| Rang | Pays    | Points |
| ---- | ------- | ------ |
|      | Italie  | 18     |
|      | Espagne | 41     |
|      | Turquie | 70     |

#### Femmes
| Rang | Athlète          | Pays        | Temps       |
| ---- | ---------------- | ----------- | ----------- |
|      | Emine Hatun Tuna | Turquie     | 14 min 13 s |
|      | Jessica Judd     | Royaume-Uni | 14 min 18 s |
|      | Lydia Turner     | Royaume-Uni | 14 min 25 s |

| Rang | Pays        | Points |
| ---- | ----------- | ------ |
|      | Royaume-Uni | 18     |
|      | France      | 64     |
|      | Allemagne   | 74     |

## Tableau des médailles
| Rang  | Nation      | Or | Argent | Bronze | Total |
| ----- | ----------- | -- | ------ | ------ | ----- |
| 1     | Royaume-Uni | 2  | 2      | 1      | 5     |
| 2     | Turquie     | 2  | 1      | 0      | 3     |
| 3     | Russie      | 1  | 1      | 2      | 4     |
| 4     | Italie      | 1  | 0      | 1      | 2     |
| 5     | Espagne     | 0  | 1      | 1      | 2     |
| 6     | Bulgarie    | 0  | 1      | 0      | 1     |
| 7     | Suède       | 0  | 0      | 1      | 1     |
| TOTAL | TOTAL       | 6  | 6      | 6      | 18    |